# Filtro Büchner

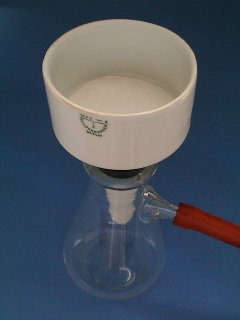
Un filtro Büchner montato su una beuta codata collegata ad una pompa da vuoto

Il filtro Büchner è un comune attrezzo del laboratorio chimico utilizzato per effettuare filtrazioni sottovuoto. Prende il nome dal chimico industriale tedesco Ernst Büchner (1850–1924).
È fabbricato solitamente in porcellana, ma sono disponibili anche pezzi costituiti da vetro o plastica. La parte superiore è di forma cilindrica e possiede una superficie piatta contenente diversi forellini; su questa superficie viene adagiata e fatta aderire fino a toccare i bordi la carta da filtro. La parte inferiore ha invece forma ad imbuto allungato: il filtro Büchner viene utilizzato inserendo questa parte su una beuta da vuoto con una opportuna guarnizione che assicuri la tenuta. Una pompa da vuoto, normalmente una pompa ad acqua, viene collegata tramite un tubo di gomma all'apposito attacco laterale sito sulla beuta.
Generalmente, gli imbuti realizzati in porcellana necessitano di carta da filtro, che deve essere di diametro leggermente inferiore al diametro interno dell'imbuto, mentre gli imbuti in vetro presentano un setto poroso, di diverso diametro dei pori a seconda del grado di filtrazione richiesto. La porosità di uso generale è  di grado P3. Ultimamente stanno entrando in circolazione imbuti con la forma classica degli imbuti in porcellana, ma realizzati in vetro.
In queste condizioni è possibile effettuare una filtrazione molto rapida sfruttando l'effetto di suzione, molto più energico rispetto alla classica filtrazione per gravità: il liquido passa attraverso il filtro e gocciola raccogliendosi all'interno della beuta, mentre sul filtro si deposita la fase solida contenuta. In tal modo, oltre all'evidente vantaggio relativo alla velocità, risulta possibile filtrare liquidi altrimenti difficilmente o poco efficacemente separabili.
Questo sistema di filtrazione viene normalmente utilizzato per isolare composti puri dopo ricristallizzazione o nell'ambito delle determinazioni quantitative della chimica analitica.